# UB-19号潜艇
陛下之UB-19号艇是德意志帝国海军于第一次世界大战期间建造的其中一艘UB-II型近岸潜艇或称U艇。它由汉堡的布洛姆与福斯船厂承建，于1915年9月2日下水，至同年12月16日交付使用。其艇载武器除两具500毫米的艇艏鱼雷发射管外，还有一门50毫米口径甲板炮。UB-19号的整个服役生涯都是在佛兰德区舰队度过的，并参与了大西洋潜艇战。在总共15次巡逻期间，该艇累计击沉了13艘协约国或中立国商船，容积总吨为10040吨。1916年11月30日，UB-19号在英吉利海峡的49°56′N 2°45′W / 49.933°N 2.750°W处遭英国Q船彭斯赫斯特号击沉。

## 设计
第一次世界大战爆发后，随着U艇战形势的发展，UB-I型潜艇排水量过小、适航性不佳、推进系统可靠性低等问题愈发凸显。其水面航速甚至追不上商船，以5節（9.3每小時）航速潜航1小时后，蓄电池电能便会耗尽。它们甚至无力应对多佛尔海峡8至10節（15至19每小時）的海流。为此，潜艇监察局于1915年4月研发了UB-I型潜艇的放大版——UB-II型，并由德国国家海军办公室委托两家造船厂建造。其中UB-19号是由汉堡布洛姆与福斯船厂承建的第二艘，于1915年9月2日下水。
与前型UB-I型相比，UB-19号的水面及水下排水量分别增至270吨和292吨，全长36.13米，艇体采用单壳体加鞍形水柜构造。由于突破了铁路限界，舷宽也得以增至4.36米。该艇采用双桨驱动，具有更大的蓄电池容量和更高功率的发动机。其主机为两台戴姆勒六缸四冲程284匹公制馬力（209千瓦特）柴油机用于水面运行，以及两台280匹公制馬力（206千瓦特）的西门子-舒克特电动发电机用于水下航行；水面最高航速9.15節（16.95每小時），水下5.81節（10.76每小時）；能够在水面以5节航速续航6,650海里（12,320），或以4節（7.4每小時）连续在水下航行45海里（83）而无需充电。蓄电池被放置在中央潜柜的前方，以配平更重的发动机安装。其最大潜水深度为50米，潜没需时为30－45秒。
UB-19号的主武器为两具500毫米艇艏鱼雷发射管，采用层叠式布局，以实现可以创造最佳表面效率的舷弧设计；鱼雷携带量增至4枚，鱼雷威力亦显著提高。辅助武器是一门50毫米甲板炮。司令塔增加了一具潜望镜，并配备了1根两段式可伸缩通信桅杆，前水平舵外形也做了调整。其标准船员编制为2名军官加21名水兵。

## 服役历史
1915年12月16日，UB-19号在前UB-13号艇长、海军中尉瓦尔特·古斯塔夫·贝克尔的指挥下正式入役，随即展开海试。完成海试后，该艇独力驶往泽布吕赫，于1916年3月1日正式加入佛兰德区舰队。在佛兰德服役期间，UB-19号参与了大西洋潜艇战，曾先后执行15次巡逻，累计击沉了13艘协约国或中立国商船，容积总吨为10040吨。
1916年11月30日，UB-19号在英吉利海峡试图袭击轮船野山羊号（Ibex），突遇一架英国水上飞机的轰炸，遂迅速潜入水中。与此同时，伪装成商船的英国海军Q船彭斯赫斯特号已悄然接近。当水上飞机飞行员认出彭斯赫斯特号后，他采取降落，并同意在Q船投掷深水炸弹时为其指路。然而，水上飞机一重新起飞便失去了控制，坠入大海。就在彭斯赫斯特号停下来接载飞行员时，UB-19号自认为安全了，便再次浮出水面发动攻击。Q船抓住此机会，等待潜艇靠近，然后开火。UB-19号遭到致命破坏并沉没，艇内24名船员有8人阵亡。

## 袭击历史摘要
| 日期           | 船名             | 船籍   | 吨位 | 结局       |
| -------------- | ---------------- | ------ | ---- | ---------- |
| 1916年5月18日  | 鹗号             | 英国   | 18   | 击沉       |
| 1916年7月24日  | 玛尔斯号         | 挪威   | 106  | 击沉       |
| 1916年8月10日  | 圣贝尔纳多号     | 英国   | 3803 | 击沉       |
| 1916年10月4日  | 詹妮·布利亚斯号  | 英国   | 26   | 击沉       |
| 1916年10月4日  | 泽西号           | 英国   | 162  | 击沉       |
| 1916年10月4日  | 拉多号           | 英国   | 182  | 击沉       |
| 1916年10月5日  | 漂泊者号         | 英国   | 42   | 击沉       |
| 1916年10月25日 | 佛兰德伯爵夫人号 | 比利时 | 1810 | 击沉       |
| 1916年10月26日 | 靴篱莺号         | 法國   | 165  | 击沉       |
| 1916年11月10日 | 摄政女王号       | 荷蘭   | 1970 | 缴作战利品 |
| 1916年11月23日 | 厄尔纳斯顿号     | 英国   | 3020 | 击伤       |
| 1916年11月24日 | 泽西人号         | 英国   | 358  | 击沉       |
| 1916年11月27日 | 美丽岛号         | 挪威   | 1884 | 击沉       |
| 1916年11月27日 | 维斯堡号         | 挪威   | 1343 | 击沉       |
| 1916年11月30日 | 贝伦德号         | 英国   | 141  | 击沉       |

## 脚注
1. 1 2 3 4 5  Rössler，第64頁.
2. 1 2 3 4  Helgason, Guðmundur. . German and Austrian U-boats of World War I - Kaiserliche Marine - Uboat.net.   [2022-03-20].
3. 1 2 3  Gröner 1991，第23-25頁.
4. 1 2  Helgason, Guðmundur. . German and Austrian U-boats of World War I - Kaiserliche Marine - Uboat.net.   [2009-03-17].
5. ↑  Helgason, Guðmundur. . German and Austrian U-boats of World War I - Kaiserliche Marine - Uboat.net.   [2015-01-29].
6. 1 2 3  陈进，第47頁.
7. ↑  Rössler，第50頁.
8. ↑  Bendert，第67頁.
9. 1 2  Helgason, Guðmundur. . German and Austrian U-boats of World War I - Kaiserliche Marine - Uboat.net.   [26 January 2015].
10. ↑  Kemp，第21頁.